# Ховард, Оливер
Оливер Отис Ховард (англ. Oliver Otis Howard; 8 ноября 1830 года, Лидс, штат Мэн, США — 26 октября 1909 года, Берлингтон, штат Вермонт, США) — кадровый офицер армии США и генерал федеральной армии во время американской гражданской войны. Как командир корпуса он известен двумя крупными поражениями — при Чанселорсвилле и Геттисберге, однако на Западном театре военных действий действовал удачнее, будучи командиром корпуса и командиром армии. После войны служил на Западе, принимал участие в войнах с индейцами. Также известен участием в основании Университета Ховарда.

## Ранние годы
Ховард родился в Лидсе, штат Мэн, в семье Роланда Бэйли Ховарда и Элизы Отис Ховард. Его отец Роланд был фермером и умер, когда сыну было всего 9 лет. Оливер учился в Монмутской Академии (штат Мэн), Норт-Ярмут академии в Ярмуте, школе Кент-Хилл в Ридфилде и окончил Боудоин-колледж в 1850. Затем он поступил(при содействии дяди-конгрессмена) в Вест-Пойнт, который окончил в 1854, четвёртым из класса в 46 кадетов и получил временное звание второго лейтенанта артиллерии. Он служил в арсенале Уотервлит под Нью-Йорком, и был временно командующим арсеналом Кеннебек в Августе (Мэн). В 1855 женился на Элизабет Энн Уайт, от которой имел впоследствии семерых детей. В 1857 был переведен во Флориду в связи с Семинольскими войнами. Именно во Флориде он перешёл в евангелическое христианство и уволился из армии, чтобы стать священником. Впоследствии из-за своей религиозности был прозван «христианским генералом(the Christian general)». 1 июля 1857 года стал первым лейтенантом. В сентябре 1857 вернулся в Вест-Пойнт и стал инструктором по математике. Вскоре началась Гражданская война и Ховард отложил свои планы стать священником, решив оставаться на военной службе.

## Гражданская война
Когда началась война, Ховард был назначен полковником в 3-й Мэнский пехотный полк. В июле 1861 года он был временно назначен командиром бригады, состоящей из четырёх пехотных полков:
- 3-й Мэнский пехотный полк майор Генри Степлс
- 4-й Мэнский пехотный полк полк. Хайрем Берри
- 5-й Мэнский пехотный полк полк. Марк Даннелл
- 2-й Вермонтский пехотный полк полк. Генри Уайтинг

Этой бригадой он командовал во время Первого сражения при Булл-Ран. Он участвовал в наступлении на холм Генри, прибыв туда последним из своей дивизии (его бригада считалась резервом) и добился некоторых успехов, но в итоге его полки были отброшены бригадой Джубала Эрли.
3 сентября 1861 он был повышен до бригадного генерала и получил бригаду в постоянное командование. В этой должности он принял участие в Кампании на Полуострове.
1 июня 1862 года Ховард участвовал в сражении при Севен-Пайнс и был дважды ранен в правую руку, что привело к ампутации. В 1893 году за героизм в том бою Ховард получил Медаль Почёта. Генерал Филип Карни, потерявший левую руку, любил шутить, что теперь они с Ховардом могут покупать одну пару перчаток на двоих.
Ховард быстро оправился от ранения и успел принять участие в сражении на Энтитеме. В этом сражении его бригада состояла из четырех пенсильванских полков:
- 69-й Пенсильванский пехотный полк; полковник Джошуа Оуэн
- 71-й Пенсильванский пехотный полк; полковник Исаак Уистар
- 72-й Пенсильванский пехотный полк; полковник Девитт Бакстер
- 106-й Пенсильванский пехотный полк; полковник Тернер Морхед

Эта бригада воевала в составе дивизии генерала Седжвика, сражалась на знаменитом кукурузном поле и побежала первой под ударом бригад Мак-Лоуза, что привело к отступлению всей дивизии Седжвика. Седжвик был трижды ранен в том бою и Ховард временно принял командование дивизией.
После сражения Ховард был повышен до командира дивизии и в этом звании принял участие в сражении при Фредериксберге. Его дивизия входила в состав 2-го корпуса (генерала Коуча) гранд-дивизии Самнера. Здесь Ховарду не повезло, ему пришлось участвовать в печально известных атаках на высоты Мари. Его дивизия стояла в третьей линии и пошла в наступление последней, она не проявила героизма и сразу же отступила назад, отчего и пострадала существенно меньше первых двух дивизий, которые потеряли более трети своего состава.
В ноябре 1862 года его повысили до генерал-майора, а в апреле 1863 был назначен командиром XI-го корпуса вместо Франца Зигеля. Это назначение было неудачным шагом: корпус состоял в основном из немцев-иммигрантов, которые плохо знали английский язык, признавали за командира только Зигеля и крайне неохотно подчинялись Ховарду. Полковник Уэйнрайт писал: «Он был христианин и способный человек, но были сомнения, что ему хватит жесткости командовать немцами, которые привыкли, чтобы ими правили железной рукой.»
В сражении при Чанселорсвилле Ховард испытал первое из своих знаменитых поражений. 2 мая 1863 года его корпус находился на крайнем правом фланге федеральной линии. Главнокомандующий генерал Хукер предупреждал Ховарда, что его фланг «висит в воздухе» и требует усиления, и что есть вероятность нападения противника с этой стороны. Ховард не воспринял всерьез эти предупреждения, перебросил на фланг пару орудий, но не более того. В результате фланговая атака Джексона оказалась для его корпуса полной неожиданностью: дивизия Девенса побежала почти сразу, дивизия Шурца оказала некоторое сопротивление, но тоже была сметена атакующими и весь корпус превратился в неуправляемую толпу.
Разгром серьёзно отразился на боеспособности корпуса, что привело к ещё одному поражению — в битве при Геттисберге. Корпус прибыл на поле боя в полдень 1 июля 1863 года. Его позиции к северу от Геттисберга оказались неудачными, в итоге корпус не выдержал атаки корпуса Ричарда Юэлла и обратился в бегство по улицам Геттисберга. Многие солдаты и офицеры попали в плен. Предположительно, именно отступление Ховарда инициировало крах всей линии федеральной армии и её бегство на Кладбищенский холм. Сам Ховард впоследствии утверждал, что причиной бегства стало отступление 1-го корпуса генерала Даблдея.
На Кладбищенском холме у Ховарда вышла ссора с генералом Хэнкоком: они не могли решить, кто именно командует обороной. Ховард был старшим по званию, а у Хэнкока было письменное распоряжение генерала Мида о принятии командования. Ховард уступил. В дальнейшем его корпус оставался на позициях на Кладбищенском холме, выдержал атаки Джубала Эрли 2 июля и даже немного поучаствовал в отражении атаки Пикетта 3 июля.
После Геттисберга Ховард вместе с корпусом был переведен на Западный театр военных действий, в Камберлендскую армию. В битве при Чаттануге корпус мощной атакой захватил Миссионерский хребет и отбросил войска генерала Брэкстона Брэгга. Корпус Ховарда принял участие в Атлантской кампании: в первом крупном сражении — сражении при Ресаке — открытый фланг его корпуса был атакован бригадами генерала Худа, и корпус от разгрома спасло только своевременное появление на поле боя корпуса генерала Хукера. В июле 1864 года был убит генерал-майор Джеймс Макферсон и Ховард принял командование Теннессийской армией. Он возглавлял правое крыло армии Шермана во время знаменитого «марша к морю» через Джорджию и Каролину.

## Послевоенная деятельность
С мая 1865 по июль 1874 Ховард служил в управлении по делам беженцев («Бюро Фридмана»). В 1874 назначен управляющим департамента Колумбии, уехал в Форт-Ванкувер, где участвовал в Индейских войнах, в основном против племени не-персе.

## Работы
Ховард стал автором множества книг, в их числе: Donald’s School Days (1878), Nez Perce Joseph (1881), General Taylor (1892), Isabella of Castile (1894), Autobiography (1907), и My Life and Experiences among Our Hostile Indians (1907).

## Медаль почета
Награждён 29 марта 1893 года за отвагу при Файр-Оакс 1-го июня 1862 года. Основание: «Повел в атаку 61-й нью-йоркский пехотный полк, в результате чего получил два тяжелых ранения в руку, повлекших её ампутацию.»